# Nadejdolepis lauriei
Nadejdolepis lauriei är en plattmaskart som först beskrevs av Davies 1939.  Nadejdolepis lauriei ingår i släktet Nadejdolepis och familjen Hymenolepididae. Inga underarter finns listade i Catalogue of Life.